# 메두사케라톱스
메두사케라톱스(Medusaceratops, 메두사의 뿔 달린 얼굴이란 의미)는 초식성 각룡류 공룡의 한 속이다. 켄트로사우루스아과 각룡으로 백악기 후기 샹파뉴절 중기에 현재의 몬태나에 살았다.

## 발견

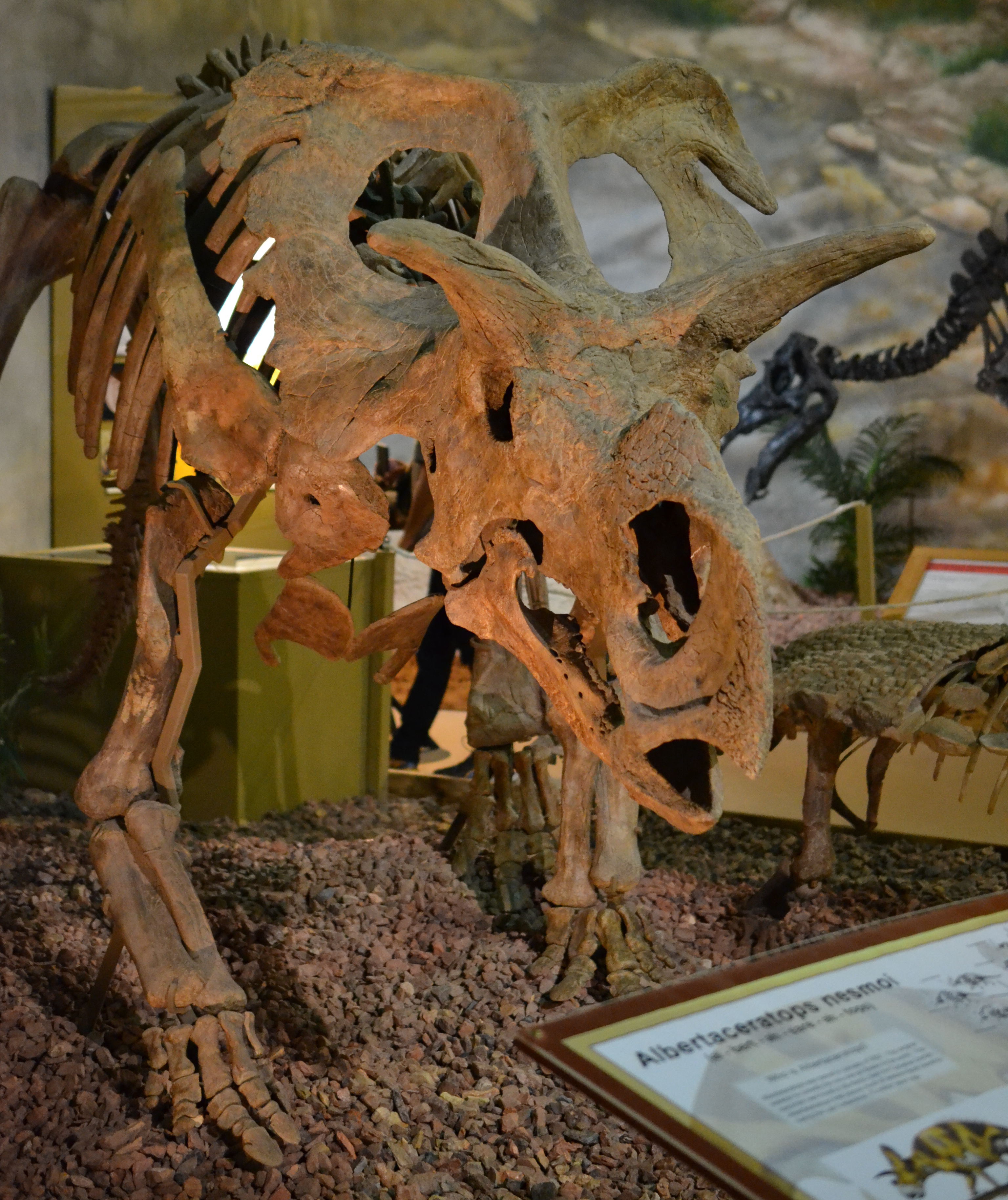
와이오밍 공룡박물관에 전시된, 이전에는 알베르타케라톱스로 불렸던 골격.

메두사케라톱스는 부분적인 마루뼈 두 개, 즉 완모식표본인 WDC DJR 001 과 부모식표본인 WDC DJR 002 로부터 알려져 있다. 이들 표본은 모두 7750만년의 연대를 가지는 주디스리버 층에서 수집되었다.

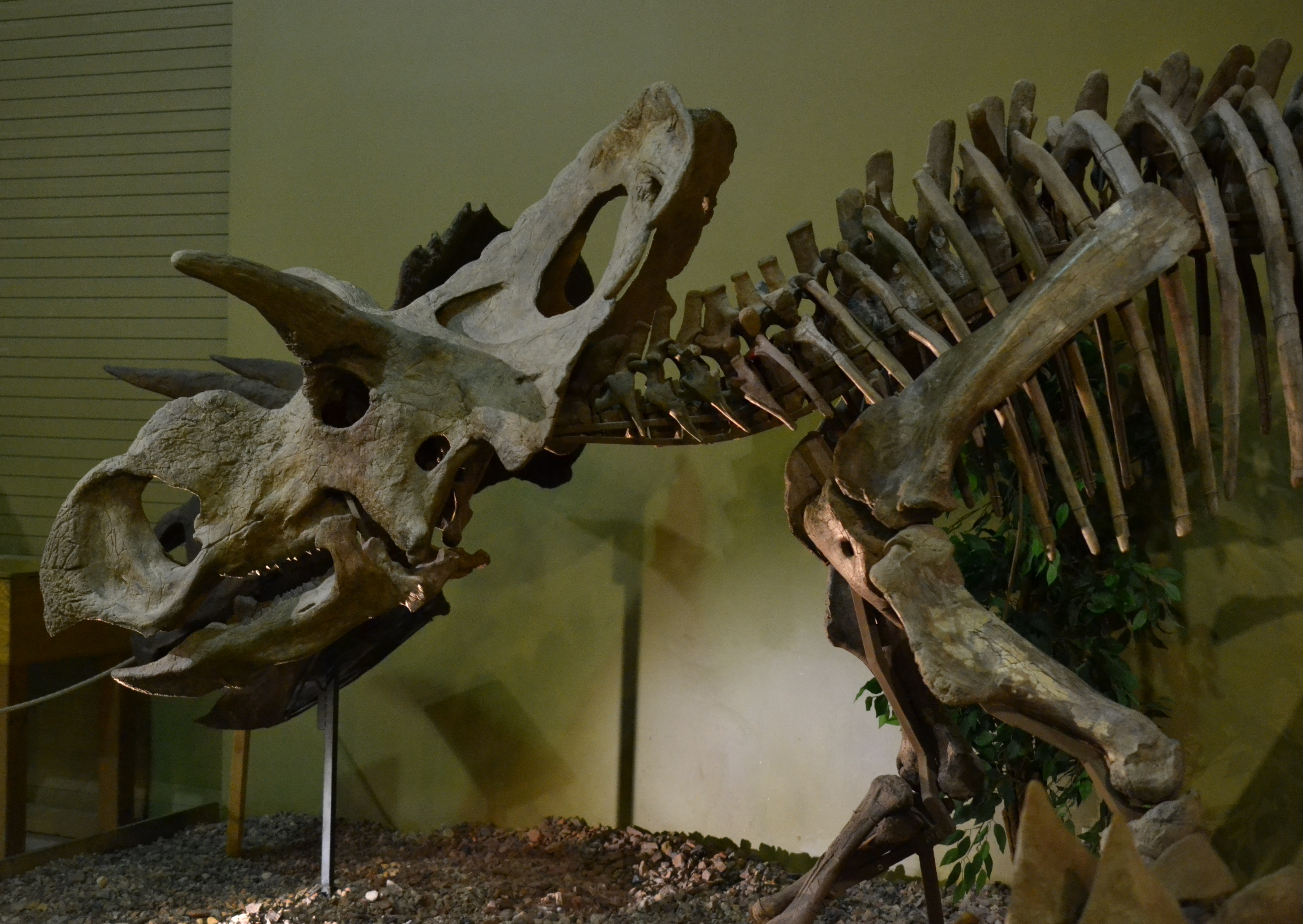
옆에서 본 골격

속명인 메두사케라톱스는 캐나다 고생물학자로 클리블랜드 자연사박물관에 근무하는 마이클 J. Ryan 이 2003년에 박사학위 논문에서 만든 조어이다. 메두사케라톱스의 화석은 앨버타에서 발견되어 2007년에 보고된 켄트로사우루스아과 공룡인 알베르타케라톱스와 혼동되곤 했다. 후에 라이언은 최소한 메두사케라톱스의 일부 화석은 알베르타케라톱스에 속하지 않는다는 것을 깨달았다. 메두사케라톱스는 공식적으로 마이클 J. 라이언, 안소니 P. 러셀, 그리고 스코트 하트만에 의해 2010년에 보고되었으며 모식종은 메두사케라톱스 로키이(Medusaceratops lokii)이다.